# Gribov
Gribov je obec na Slovensku v okrese Stropkov. Nachází se v Nízkých Beskydech v povodí potoka Chotčianka. První zmínka o obci je z roku 1414. Žije zde 189 obyvatel.

## Obecní symboly
Byly schválené v roce 2006.
- Znak – na zeleném štítu jsou po straně zlaté pšeničné klasy. Uprostřed větší hřib s bílým třeněm a žlutým kloboukem zakrývá zčásti dva menší.
- Vlajka barevně kopíruje znak. Je sestavena z podélných pruhů, v kombinaci bílá + žlutá + 2× zelená + bílá + žlutá + 2× zelená. Vlajka je zakončená vpravo dvěma zástřihy, vytvářejícími 3 cípy, sahajícími do třetiny jejího listu.

## Památky
- Řeckokatolický chrám Ochrany svaté Bohorodičky, zděná stavba z roku 1965 postavená na základech původního dřevěného chrámu z roku 1773.